# كيفن بي. هارينجتون
كيفن بي. هارينجتون (بالإنجليزية: Kevin B. Harrington)‏ هو سياسي أمريكي، ولد في 9 يناير 1929، وتوفي في 27 نوفمبر 2008. حزبياً، نشط في الحزب الديمقراطي.